# Siuda Baba

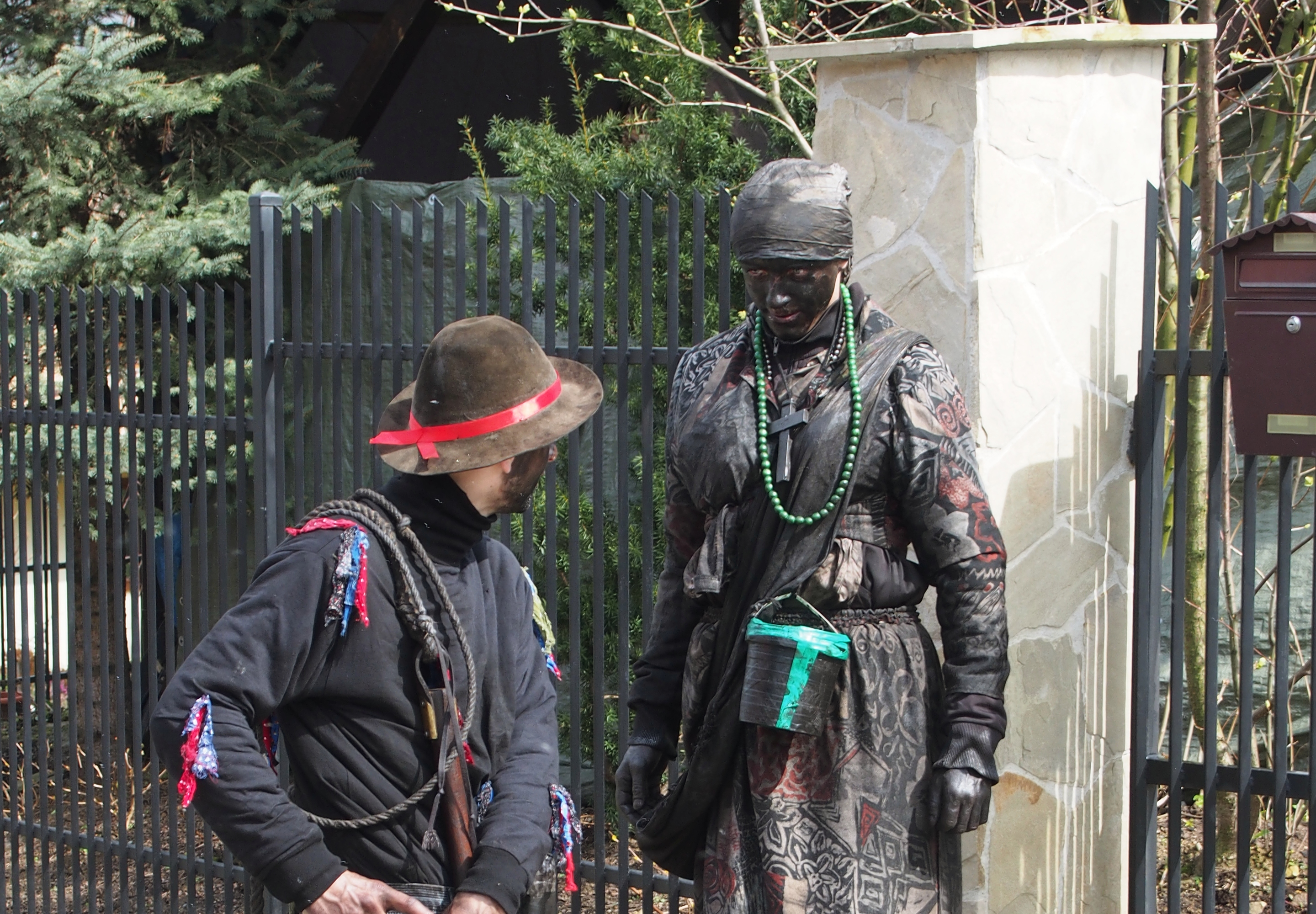
Lednica Górna, Cygan i Siuda Baba.

Siuda Baba – dawny, polski zwyczaj ludowy obchodzony w Poniedziałek Wielkanocny, który współcześnie zachował się jedynie w podkrakowskich wsiach. Siuda Baba to mężczyzna przebrany za usmoloną kobietę w podartym ubraniu. Chodzi od domu do domu w towarzystwie Cygana i kilku krakowiaków, zbierając datki i szukając młodych panien, by wysmarować je sadzą.

## Geneza zwyczaju

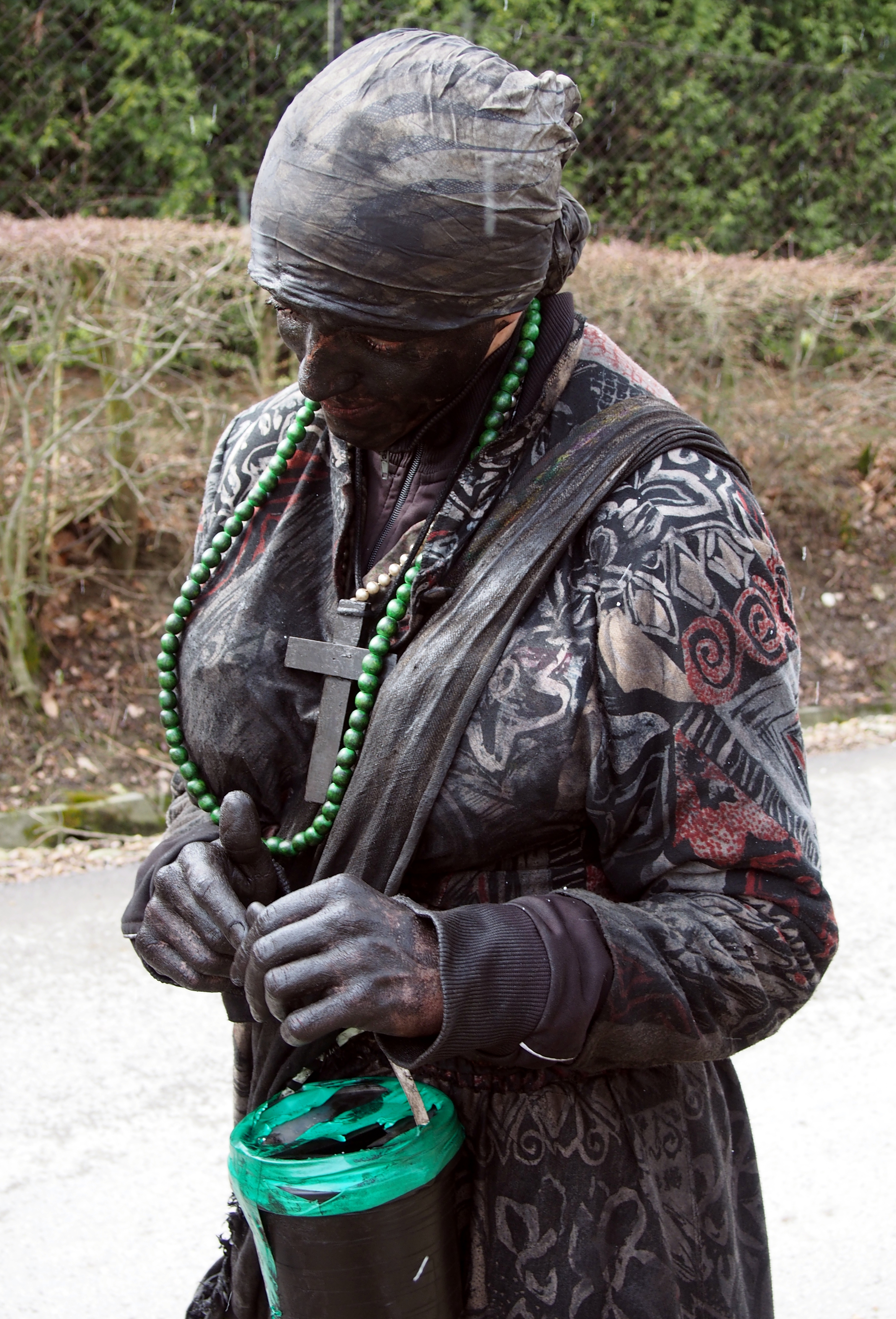
Siuda Baba, 2015

Etnolożka Barbara Ogrodowska jest zdania, że tradycja ta nawiązuje do wiosennych słowiańskich obrzędów wypędzania zimy. Związana jest z nią legenda o pogańskiej świątyni w Lednicy Górnej, która stała nad źródełkiem w świętym gaju pod Kopcową Górą. Kapłanka, która strzegła w niej ognia, wychodziła raz do roku z nadejściem wiosny w poszukiwaniu następczyni. Wybrana przez nią dziewczyna nie mogła się wykupić, dlatego panny chowały się, gdzie mogły. Symbolizująca kapłankę Siuda Baba jest czarna od sadzy, bo przez cały rok pilnowania ognia kapłance nie było wolno ani przebrać się, ani myć lub - według innej wersji - ponieważ następczyni czerniono twarz. 
Wśród mieszkańców Lednicy Górnej nie ma zgody co do lokalizacji „świętego źródła”, o ten status konkurują dwa z trzech źródeł potoku Ledy, znajdujące się na terenie wsi. Źródła otoczone są nimbem tajemniczości i niechętnie pokazywane turystom, a dostęp do nich jest utrudniony ze względu na położenie na terenie prywatnych posesji.
Zwyczaj ten obecnie zachował się jedynie w okolicach Krakowa. Do legendy dodany został wątek chrześcijański i tradycyjnie co roku widowisko Siudej jest wystawiane w Poniedziałek Wielkanocny we wsi Lednica Górna. Wprawdzie można się na nie natknąć także w pobliskiej Wieliczce, jednak według mieszkańców Lednicy nie jest to prawdziwa Siuda Baba, mimo że naśladuje ją dosyć dokładnie. 
Zgodnie z tradycją Siuda Baba to mężczyzna przebrany za usmoloną, niechlujną kobietę w podartym ubraniu. Na szyi nosi sznury korali z kasztanów lub ziemniaków, a na plecach duży kosz owinięty płachtą. Postać pojawiająca się w Wieliczce nosi duży krzyż w dłoni, a w ręce bat unurzany w sadzy i nie towarzyszy jej orszak.
Siuda Baba chodzi od domu do domu w towarzystwie drugiego mężczyzny przebranego za Cygana oraz czterech chłopców, którzy powinni być przebrani w tradycyjne stroje krakowskie, chociaż nie zawsze przestrzega się tego wymogu. Siuda Baba (w Wieliczce) lub jeden z krakowiaków (w Lednicy Górnej) niesie „wózek” (wielkanocny ogródek) i zbiera datki. Nagabują przechodniów, czerniąc im twarze sadzą, według niektórych źródeł także oblewając wodą z sikawki.

## Szczegółowy przebieg obrzędu

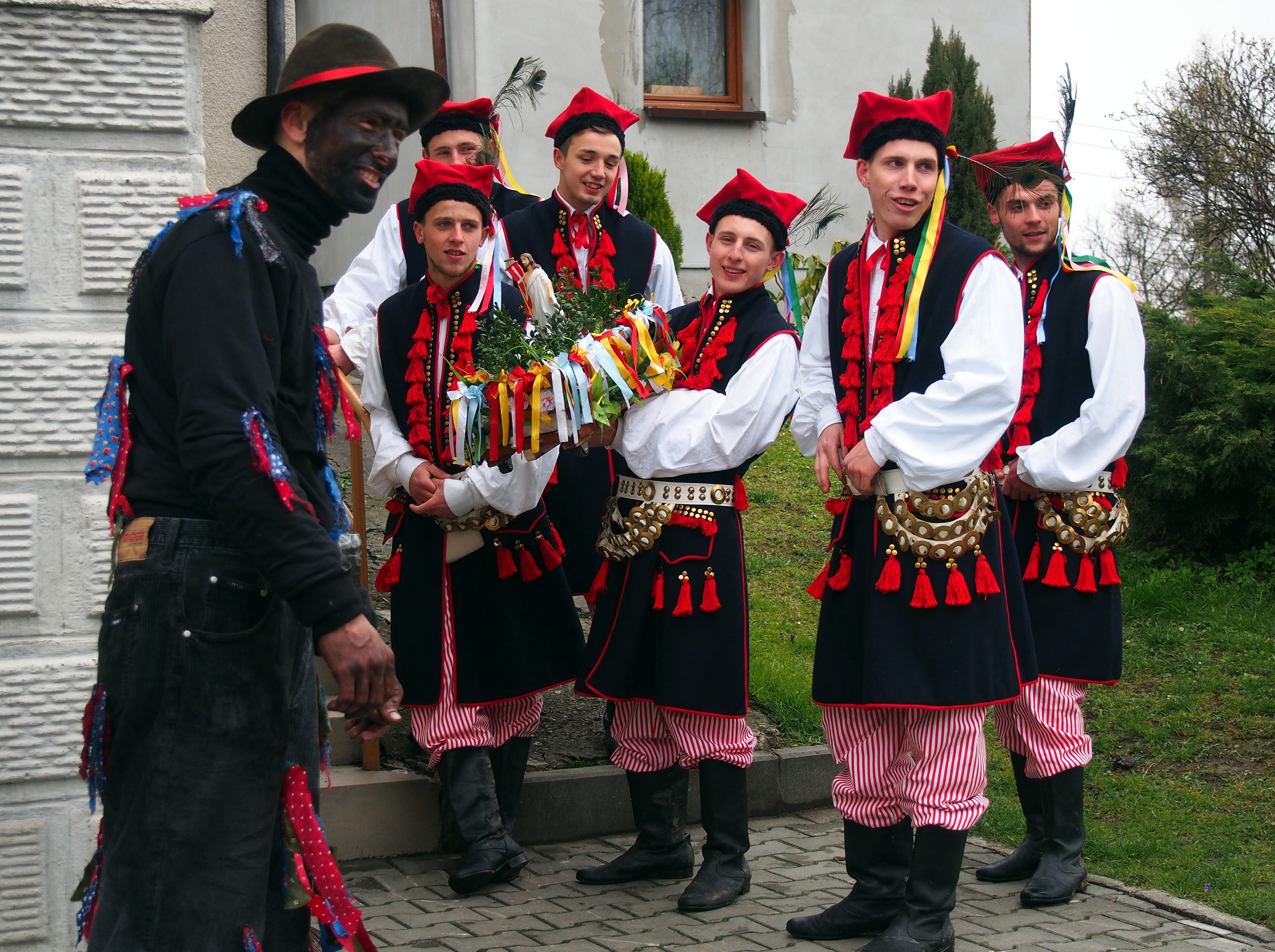
Grupa Krakowiaków z cyganem czekają przed domem, Lednica Górna

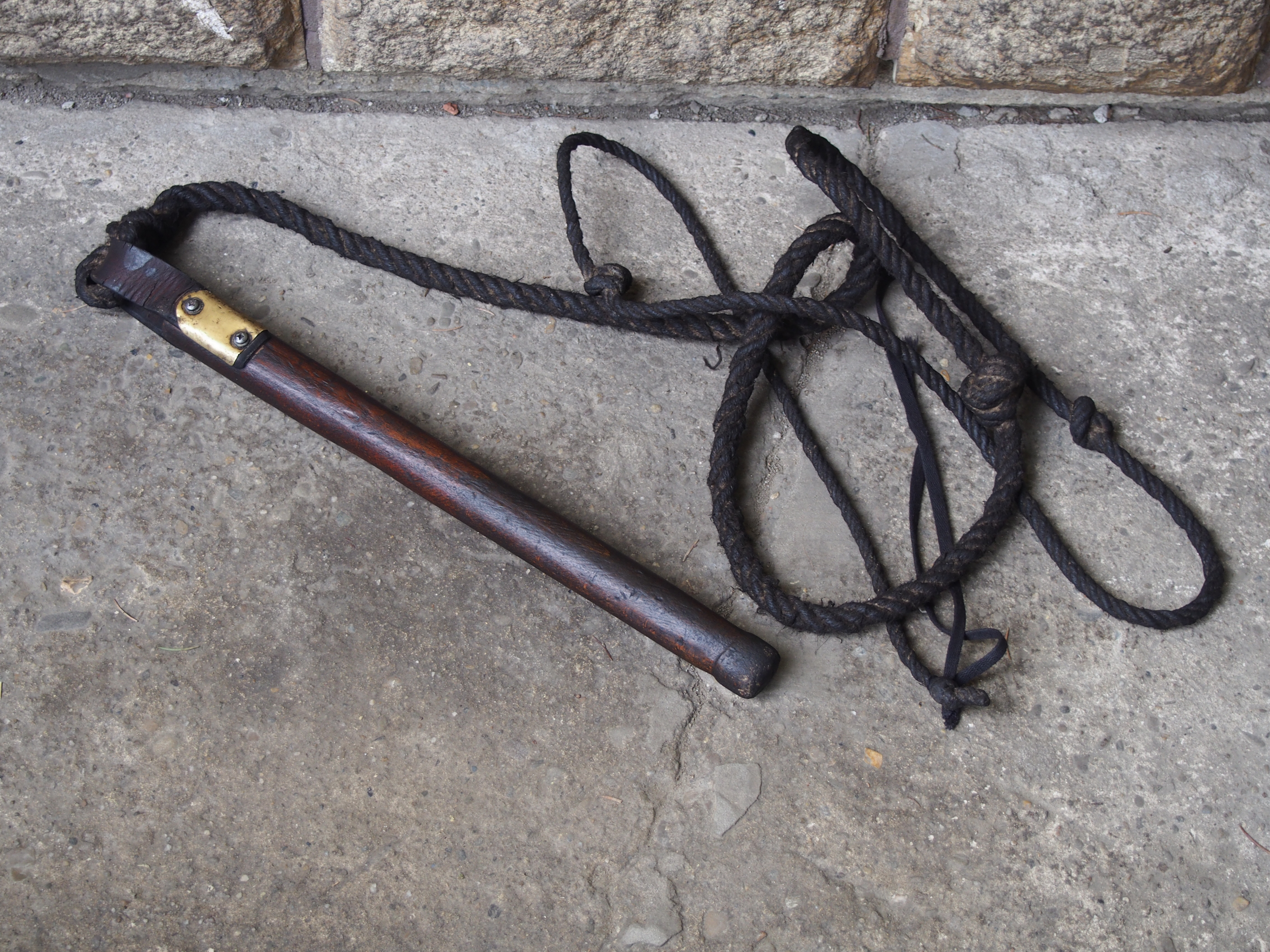
Bat używany przez Cygana z grupy Siudej Baby - Poniedziałek Wielkanocny, 2015 r.

W skład orszaku Siudej Baby wchodzi osiem (lub sześć) osób – młodych mężczyzn w wieku 20-24 lata: sześciu (lub czterech) Krakowiaków, Cygan oraz sama Siuda Baba. Zanim ruszą obchodzić domy we wsi, muszą się przygotować. Rano wszyscy spotykają się w domu Cygana, tam ubierają się w swoje stroje – Krakowiacy w stroje krakowskie, Siuda Baba w obdartą, brudną spódnicę i korale (kiedyś z ziemniaków, kasztanów, później drewniane), a także przewieszoną przez ramię chustę, w której trzyma pudełko z sadzą wymieszaną z kremem. Cygan natomiast w czarne spodnie z przyszytymi cienkimi skrawkami materiału, czarną bluzkę oraz czarny kapelusz. Jego niezbędnym rekwizytem jest bat, z którego strzela pojawiając się na posesjach mieszkańców wsi. Zarówno Cygan jak i Siuda Baba mają dokładnie wysmarowane sadzą dłonie i twarze. Niosą ze sobą zapas przygotowanej wcześniej mieszanki sadzy z kremem, aby smarować nią innych. Krakowiacy ubrani są w stroje krakowskie, które niegdyś szyte były w tradycyjny sposób przez miejscowych, a od lat 70. lub 80. XX wieku są to stroje kupowane w wytwórniach. Do ich rekwizytów należy „wózek” z figurką Jezusa, do którego chętni sąsiedzi będą mogli wrzucać swoje datki. Wózek przygotowywany jest przez miejscowe dziewczęta.
Orszak zazwyczaj ma zaplanowaną trasę, a prowadzi go Cygan. Zazwyczaj biegnie on na samym przedzie, aby jak najszybciej dotrzeć na kolejną posesję. Wizyta Siudej Baby rozpoczyna się od strzału batem Cygana. W zależności od tego, na ile chłopcy są zaprzyjaźnieni z danym domem, ich odwiedziny przebiegają odmiennie. Jeśli domownicy są przychylni lub są ich bliskimi znajomymi, chłopcy nie mają oporu, aby wkroczyć bez szczególnego pozwolenia. Zdarza się jednak, że trafiają do ludzi im nieznanych – wtedy Cygan, po strzale batem, uprzejmie pyta, czy domownicy życzą sobie ich odwiedzin. Odpowiedź odmowna czasem może mieć negatywne skutki – na przykład naznaczenie sadzą klamki od drzwi wejściowych lub skrzynki na listy czy innych obiektów w gospodarstwie. Gdy jednak domownicy zgadzają się na wizytę Siudej Baby, próg domu przekraczają Krakowiacy. Czasem cały obrzęd odbywa się na podwórzu, w ganku lub w progu. Po krótkim powitalnym zapytaniu: „Czy przyjmujecie zmartwychwstałego Pana Jezusa?” i pozytywnej odpowiedzi, Krakowiacy wyśpiewują pieśń Wielkanocną, potrząsając przy tym „wózkiem” i przypiętymi do pasa brzękadłami. 
„Zmartwychwstał Zbawiciel, Świata Odkupiciel
Piekło swoją mocą, zburzył jedną nocą.
Poszła była poszła Matuleńka Boża
Na łączkę zieloną, po wodę studzienną ...”
W pieśń wpleciony jest wątek Siudej Baby. Na słowa „Gdzie ta Siuda Baba…” Siuda Baba wskakuje do domu i niekiedy z pomocą Cygana smaruje sadzą dłonie i twarze każdego domownika, ale przede wszystkim łapie lub szuka ukrytych młodych dziewcząt. Domownicy żegnają całą świtę, często obdarowując ją świątecznym ciastem lub innymi smakołykami, wrzucają też pieniężne podarki do „wózka”. Pochód trwa do późnego wieczora.
Za Siudą Babą biegają gapie i dzieci, wykrzykując:
Siuda, ruda popielata
Z batem lata.
Siuda, ruda popielata
Co kominy wymiata.

## Pochód Siudej Baby współcześnie

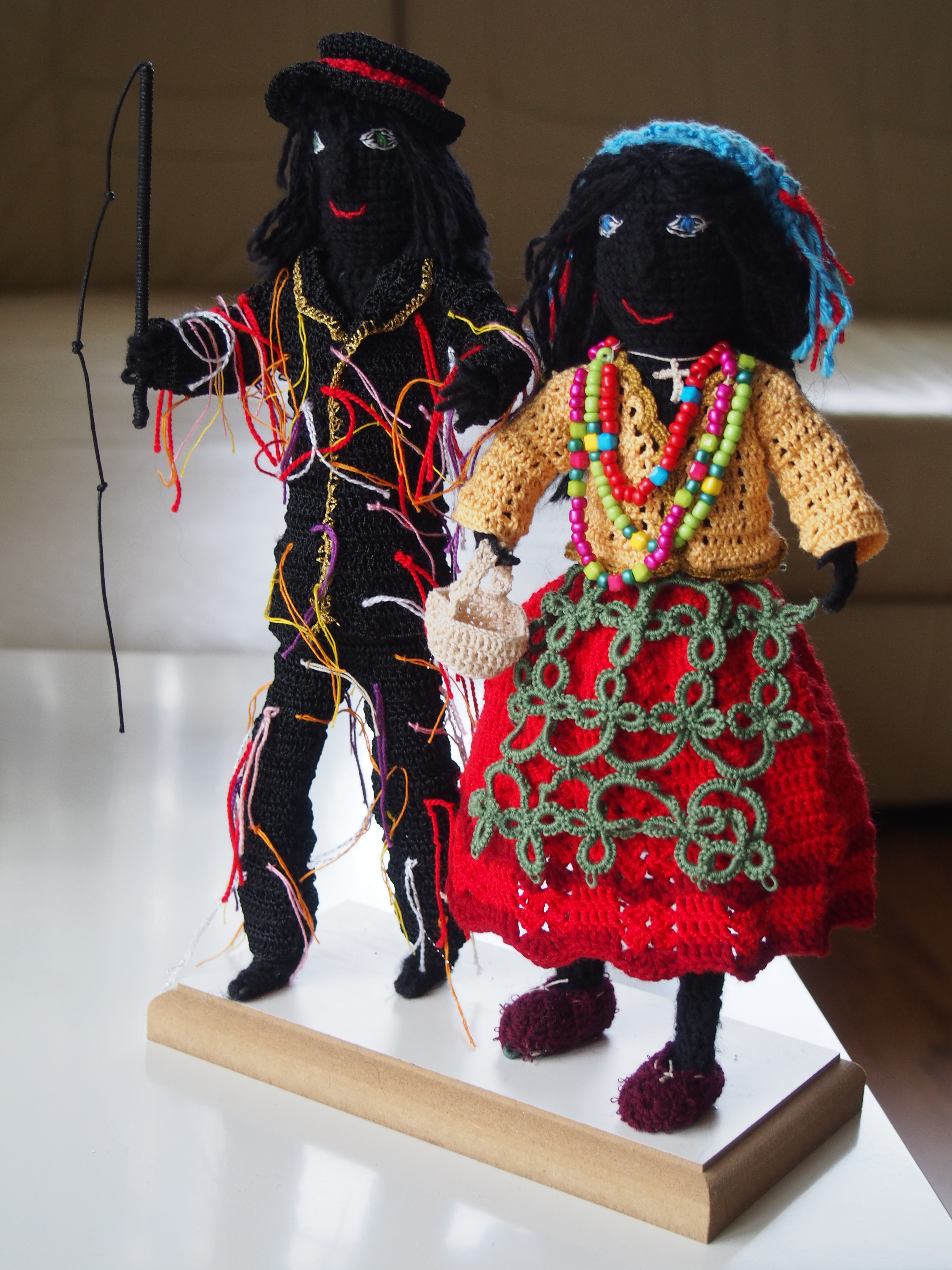
Czarny Cygan z Siudą Babą, wyrób rękodzielniczy z Lednicy Górnej

Chłopcy organizujący pochód są w wieku od 20 do 24 lat, a motywacją do organizowania obrzędu jest dla młodych dobra zabawa, odwiedziny znajomych i możliwość uzyskania datków. Młodzież zaangażowana w organizację obrzędu (oprócz tego, że funkcje wśród nich są podzielone) ma pewne zasady – np. ci, którzy pierwszy raz chodzą w orszaku, zazwyczaj noszą wózek z podobizną Jezusa i potrząsają nim w czasie śpiewania pieśni. Cygani natomiast często są wybierani „po rodzinie”. Dzięki temu zachowana zostaje tajemnica sporządzania bata (chłopcy uważają, że istnieje specjalny sposób robienia bata, który znają tylko oni) i umiejętność widowiskowego nim strzelania. A dzięki temu, że często młodszy brat przejmuje „fuchę” po starszym bracie, który był Cyganem i na przykład się ożenił, uczy się od niego, jak należy z niego strzelać. Zasadą jest także to, że tylko kawalerowie mogą należeć do świty Siudej Baby.
W związku z migracjami ludności, także w Lednicy Górnej pojawiają się nowi mieszkańcy, którzy nie są zaznajomieni z miejscowymi zwyczajami. Niektórzy na wizytę Siudej reagują bardzo entuzjastycznie, traktując ją trochę jak atrakcję turystyczną. Inni natomiast nie odnoszą się do tego zwyczaju zbyt przychylnie i nie otwierają swoich drzwi. 
Wśród mieszkańców zaznajomionych z tradycją poczernienie twarzy przez Siudą Babę uznawane jest za dobrą wróżbę na kolejny rok, a pannie zwiastuje szybkie zamążpójście. Jeśli Siuda zobaczy, że wysmarowana osoba zetrze sadzę, wysmaruje ją ponownie jeszcze bardziej. W Lednicy Górnej działa Stowarzyszenie Wspierające Rozwój Wsi Lednica Górna „Ledniczanie”, które pomaga młodzieży w podtrzymywaniu tradycji. Siuda Baba funkcjonuje jako symbol wsi, co znajduje odzwierciedlenie w lokalnych wyrobach rękodzielniczych.